# Vladimir Nazlymov
Vladimir Nazlymov (n. 1 noiembrie 1945, Mahaci-Kala, RSFS Rusă, URSS) este un scrimer ce a reprezentat Uniunea Republicilor Sovietice Socialiste, medaliat olimpic. A participat la 4 ediții ale Jocurilor Olimpice (1968, 1972, 1976, 1980) în care a câștigat o medalie de aur, o medalie de argint și o medalie de bronz.